# Agartala
Agartala este un oraș, centru administrativ al statului Tripura, India. Se află în apropierea graniței cu Bangladesh, pe râul Haroa, într-o câmpie intens cultivată. Reprezintă punctul comercial central și cuprinde un palat al maharajahului, un templu și câteva colegii afiliate Universității din Calcutta.

## Populație
În 2001 avea 189 387 loc.